# Louise Glück
Louise Elisabeth Glück (/ˈɡlɪk/; New York, 22 aprile 1943 – Cambridge, 13 ottobre 2023) è stata una poetessa e saggista statunitense.
Nel corso della sua carriera ha pubblicato dodici antologie di poesie. Nel 1993 ha vinto il Premio Pulitzer per la poesia per la sua raccolta The Wild Iris, ottenendo il primo di una lunga serie di riconoscimenti. Nel 2014 ha vinto il National Book Award per la poesia, mentre nel 2003 era stata insignita del prestigioso titolo di poeta laureato degli Stati Uniti.
Nel 2020 le è stato conferito il Premio Nobel per la letteratura "per la sua inconfondibile voce poetica che con austera bellezza rende universale l'esistenza individuale"
Ha insegnato poesia all'Università di Yale.

## Biografia

### Origini
Louise Glück nasce a New York il 22 aprile 1943 in una famiglia di immigrati ebrei ungheresi e trascorre la sua infanzia a Long Island.
Il padre Daniel, inizialmente intenzionato a diventare scrittore, raggiunge il successo come uomo d'affari gestendo un'azienda con il cognato, coinventore del coltello X-Acto. La madre Beatrice, laureata in francese al Wellesley College, in un'epoca in cui era raro che le donne frequentassero l'università, le impartisce un'istruzione basata sui classici e sulla mitologia greca, stimolandola a scrivere poesie fin dalla tenera età.
Durante la sua adolescenza Louise soffre di anoressia nervosa. Al suo ultimo anno alla George W. Hewlett High School, a Hewlett, New York, inizia il trattamento psicoanalitico, durato circa sette anni. Di quel periodo scrive: "Ho capito che a un certo punto sarei morta. Quello che sapevo in modo più vivido, più viscerale, era che non volevo morire". Nello stesso saggio descrive la malattia come il risultato dello sforzo di affermare la propria indipendenza dalla madre; in un altro testo, la collega alla morte della sorella maggiore, un evento avvenuto prima della sua nascita. Alla psicanalisi attribuisce il merito di averla aiutata a superare la malattia e di averle insegnato a pensare.
Dopo le superiori segue un corso di poesia al Sarah Lawrence College e dal 1963 al 1965 si iscrive ad alcuni seminari di poesia alla School of General Education della Columbia University, che offre programmi per studenti non a tempo pieno. Qui conosce i poeti Léonie Adams e Stanley Kunitz, da lei successivamente riconosciuti come mentori significativi nel suo sviluppo come poeta.

### Carriera
Dopo aver lasciato la Columbia senza una laurea, Louise Glück si mantiene con un lavoro da segretaria. Nel 1967 sposa Charles Hertz, Jr., dal quale però divorzia poco tempo dopo.
La sua prima raccolta di poesie, Firstborn, pubblicata nel 1968, riceve una buona critica. È tuttavia seguita da un periodo di crisi, caratterizzato da un blocco creativo che le impedisce di scrivere. Riprende l'attività dopo il 1971, quando inizia a insegnare poesia al Goddard College nel Vermont. Le poesie che scrive durante questo periodo sono raccolte nel suo secondo libro, The House on Marshland (1975), che molti critici ritengono la sua opera più rivoluzionaria, quella in cui viene rivelata la "scoperta di una voce distintiva".
Nel 1973 dà alla luce un figlio, Noah, il cui padre, John Dranow, suo futuro secondo marito, è un autore con cui aveva iniziato il programma estivo di scrittura al Goddard College. Nel 1980 Dranow e Francis Voigt, marito della poetessa Ellen Bryant Voigt, fondano un college privato, il New England Culinary Institute. Le due poetesse saranno le prime ad investirvi le loro rendite e prenderanno parte al suo consiglio di amministrazione.
Nel 1980 viene pubblicata la terza raccolta di Glück, Descending Figure. Nel complesso il libro è bene accolto, anche se non mancano alcune critiche per il tono e l'argomento: il poeta Greg Kuzma, ad esempio, in riferimento alla sua poesia ora ampiamente antologizzata The Drowned Children (I bambini annegati) accusa Glück di essere una "odiatrice di bambini". Nello stesso anno un incendio distrugge la casa della scrittrice nel Vermont, causando la perdita di tutti i suoi beni. Sulla scia di questa tragedia, scrive le poesie che saranno poi raccolte nel pluripremiato libro The Triumph of Achilles (1985). L'autore e critico Liz Rosenberg descrive quest'opera come la "più chiara, più pura e più nitida" del lavoro di Glück, lodata anche dal critico Peter Stitt come quella che la pone "tra i più importanti poeti della nostra epoca".
Di questa raccolta, il poema Mock Orange, paragonato a un inno femminista, è stato definito un "pezzo antologico" per la frequenza con cui è apparso in antologie di poesia e corsi universitari.
Nel 1984 Glück è nominata docente senior presso il Dipartimento di inglese della facoltà del Williams College nel Massachusetts. L'anno seguente muore il padre Daniel e questa perdita la spinge a iniziare una nuova raccolta di poesie, Ararat (1990), il cui titolo fa riferimento alla montagna del racconto del diluvio della Genesi. Il critico Dwight Garner lo definirà "il libro di poesia americana più brutale e più colmo di dolore pubblicato negli ultimi 25 anni".
Nel 1992 pubblica uno dei suoi libri più popolari e acclamati dalla critica, The Wild Iris, con cui vince l'anno dopo il Premio Pulitzer. Sul fronte della vita privata, vede la fine il suo matrimonio con John Dranow, e con esso la partecipazione di quest'ultimo alle attività del New England Culinary Institute.
Nel 1994 vede la luce una raccolta di saggi, Proofs & Theories: Essays on Poetry, e successivamente una raccolta di poesie sulla natura dell'amore e sulla crisi di un matrimonio, Meadowlands (1996), seguita da altre due raccolte, Vita Nova (1999) e The Seven Ages (2001). Nel 2003 viene insignita del prestigioso titolo di poeta laureato degli Stati Uniti.
Nel 2004, in risposta agli attacchi terroristici dell'11 settembre 2001, Glück pubblica un lungo poema, October, diviso in sei parti, che attinge al mito greco per esplorare aspetti del trauma e della sofferenza. In quello stesso anno è nominata Rosenkranz Writer in Residence alla Yale University.
La sua produzione poetica non si arresta; i libri pubblicati durante questo periodo includono Averno (2006), A Village Life (2009) e Faithful and Virtuous Night (2014), con il quale vince il National Book Award per la poesia. Nel 2012, la pubblicazione di una raccolta di mezzo secolo di sue poesie, Poems: 1962-2012, viene definita "un evento letterario". Nel 2017 vede le stampe un'altra raccolta dei suoi saggi, American Originality.
A ottobre del 2020 è stata insignita del Premio Nobel per la Letteratura.

### Morte
Si è spenta a causa di un tumore il 13 ottobre 2023 all’età di 80 anni.

## Stile
Le poesie di Glück sono conosciute per la loro precisione linguistica e il tono austero. Il poeta Craig Morgan Teicher l'ha definita una scrittrice per la quale "le parole sono sempre scarse, faticosamente vinte e da non sprecare". La studiosa Laura Quinney ha sostenuto che l'uso attento delle parole ha messo Glück "nella linea dei poeti americani che apprezzano la feroce compressione lirica", da Emily Dickinson a Elizabeth Bishop, una tradizione prevalentemente di poetesse. Glück utilizzerebbe il requisito della moderazione, della precisione e del ritardo (pause introdotte dalla punteggiatura, interruzioni di strofa), contro lo "slancio dell'espressione" proveniente dall'apposizione e dall'anafora (frasi che iniziano con "Io"). Questo conflitto, evidente nella poesia The Sensual World in cui uno stato di "risveglio spietato" si oppone a quello precedente di "trance", produce una forte tensione ritmica: nelle poesie Glück usa raramente la rima, affidandosi invece alla ripetizione, all'enjambement e ad altre tecniche.
Tra studiosi e critici si è discusso se quella di Louise Glück debba essere considerata poesia confessionale, per la prevalenza della modalità in prima persona e la presenza di argomenti intimi, spesso ispirati da eventi personali. Ha riconosciuto l'appartenenza di Glück a questo genere poetico lo studioso Robert Baker, mentre il critico Michael Robbins ha negato che essa possa far parte dei poeti confessionali come Sylvia Plath o John Berryman, perché Glück non si rivolge ad un pubblico; ugualmente convinta di questa sua estraneità al genere è Laura Quinney, secondo la quale la poesia di Glück va oltre l'autobiografia, ed è solo apparentemente spontanea: «per la Glück, la modalità "confessionale" è odiosa». La studiosa Helen Vendler ha rilevato come "nella loro obliquità e riservatezza, [le poesie di Louise Glück] offrono un'alternativa alla confessione in prima persona, pur rimanendo indiscutibilmente personali".

## Temi
Sebbene il lavoro di Glück sia tematicamente diversificato, studiosi e critici hanno identificato alcuni temi di primaria importanza. Uno di questi è rappresentato dal trauma: Glück durante la sua carriera ha scritto sulla morte, la perdita, il rifiuto, il fallimento delle relazioni e i tentativi di guarigione e ripresa. Lo studioso Daniel Morris osserva che anche quando Glück utilizza immagini tradizionalmente felici o idilliache, essa "suggerisce la consapevolezza dell'autore della mortalità, della perdita dell'innocenza". Per la poetessa il trauma è tuttavia una porta che conduce a un maggiore apprezzamento della vita, un concetto esplorato nel Triumph of Achilles, in cui l'eroe accettando la mortalità diventa un essere umano più pienamente realizzato.
Il rapporto tra le forze opposte della vita e della morte nell'opera di Glück indica un altro dei suoi temi comuni: il desiderio. Glück ha spesso scritto in modo esplicito su molte forme di desiderio, ad esempio il desiderio di amore e attenzione, di intuizione o di capacità di trasmettere la verità, ma il suo approccio al desiderio è contrassegnato dall'ambivalenza. Morris sostiene che le poesie di Glück, che spesso adottano punti di vista contraddittori, riflettono "la sua relazione ambivalente con lo status, il potere, la moralità, il genere e, soprattutto, il linguaggio".
La tensione tra desideri in competizione nel lavoro di Glück si manifesta nella sua assunzione di personaggi diversi da poesia a poesia e nel suo approccio vario a ciascuna raccolta delle sue poesie. Questo ha portato il poeta e studioso James Longenbach a dichiarare che "il cambiamento è il valore più alto di Louise Glück" e "se il cambiamento è ciò che desidera di più, è anche ciò a cui resiste di più, ciò che è più difficile per lei".
Un'altra dimensione presente in Glück è la natura, che fa da ambientazione a molte delle sue poesie. In L'iris selvatico la scena poetica è rappresentata da un giardino, nel quale si intrecciano tre tipi di monologo: quello dei fiori e delle piante, quello di un essere umano che si rivolge a dio, quello della divinità. Tuttavia il paesaggio, come ad esempio in All Hallows, poesia di apertura della precedente raccolta The House on Marshland (1975), appartiene più al regno linguistico che a quello geografico, è il paesaggio di un sogno, fatto di immagini simboliche o archetipiche (la coltivazione, il raccolto, i buoi aggiogati, i covoni, sono un complesso figurativo associato al tema della maternità). Morris sottolinea come The House on Marshland possa essere letto come una revisione della tradizione romantica della poesia della natura, e come in Ararat (1990) i fiori diventino "un linguaggio del lutto", utile sia per la commemorazione che per la competizione tra le persone in lutto per determinare la "proprietà della natura come sistema significativo di simbolismo".
Tematicamente, la poesia di Glück si distingue anche per ciò che evita. Morris sostiene che "la scrittura di Glück il più delle volte elude l'identificazione etnica, la classificazione religiosa o l'affiliazione di genere. In effetti, la sua poesia spesso nega le valutazioni critiche che affermano la politica dell'identità come criterio per la valutazione letteraria. Resiste alla canonizzazione come poeta con trattino (cioè come un poeta "ebreo-americano", o un poeta "femminista", o un poeta "della natura"), preferendo invece mantenere un'aura di iconoclastia, o di mezzo".

## Influenze
Glück ha sottolineato l'influenza della psicoanalisi sul suo lavoro, così come l'importanza del classicismo, della mitologia e delle leggende nella sua prima formazione. Ha inoltre riconosciuto l'influenza dei poeti Léonie Adams e Stanley Kunitz. Studiosi e critici hanno sottolineato, tra gli altri, l'influenza letteraria sul suo lavoro di Robert Lowell, Rainer Maria Rilke ed Emily Dickinson.

## Premi e riconoscimenti
- Premio Pulitzer per la poesia, 1993 (per Wild Iris)
- Premio Bollingen per la poesia, 2001
- L.L. Winship/PEN New England Award, 2007 (per Averno: Poems)
- Golden Plate Award, American Academy of Achievement, 2012[42]
- Los Angeles Times Book Prize (Poesia), 2012 (per Poems)[43]
- National Book Award per la poesia, 2014 (per Faithful and Virtuous Night)[44]
- Premio LericiPea Golfo dei Poeti alla carriera nel 2022

## Opere

### Poesie
- (EN)  Firstborn, The New American Library, 1968. ISBN non esistente
- (EN)  The House on Marshland, The Ecco Press, 1975. ISBN 978-0912946184
- (EN)  Descending Figure, The Ecco Press, 1980. ISBN 978-0912946719
- (EN)  The Triumph of Achilles, The Ecco Press. 1985 ISBN 978-0880010818
- (EN)  Ararat, The Ecco Press, 1990. ISBN 978-0880012478
  -  Ararat, traduzione di Bianca Tarozzi, Collana La Cultura, Milano, Il Saggiatore, 2021, ISBN 978-88-428-2977-5.
- (EN)  The Wild Iris, The Ecco Press, 1992. ISBN 978-0880012812
  -  L'iris selvatico, traduzione di Massimo Bacigalupo, Varese, Giano, 2003, ISBN 88-7420-010-2.
  -  L'iris selvatico, traduzione di Massimo Bacigalupo, Milano, Il Saggiatore, 2020, ISBN 978-88-428-2968-3.
- (EN)  The First Four Books of Poems, The Ecco Press, 1995. ISBN 978-0880014212
- (EN)  Meadowlands, The Ecco Press, 1997. ISBN 978-0880014526
  - Meadowlands, traduzione di Bianca Tarozzi, Milano, Il Saggiatore, 2022. ISBN 978-88-428-2978-2
- (EN)  Vita Nova, The Ecco Press, 1999. ISBN 978-0880016346
- (EN)  The Seven Ages, The Ecco Press, 2001. ISBN 978-0060185268
- (EN)  Averno, Farrar, Strauss and Giroux, 2006. ISBN 978-0374107420
  -  Averno, traduzione di Massimo Bacigalupo, postfazione di José Vicente Quirante Rives, Napoli, Libreria Dante & Descartes / Editorial Parténope, 2019, ISBN 88-6157-188-3.
  -  Averno, traduzione di Massimo Bacigalupo, Milano, Il Saggiatore, 2020, ISBN 978-88-428-2967-6.
- (EN)  A Village Life, Farrar, Strauss and Giroux, 2009. ISBN 978-0374283742
  -  Una vita di paese, traduzione di Massimo Bacigalupo, Milano, Il Saggiatore, 2024, ISBN 978-88-428-2980-5.
- (EN)  Poems: 1962-2012, Farrar, Strauss and Giroux, 2012. ISBN 978-0374126087
- (EN)  Faithful and Virtuous Night, Farrar, Strauss and Giroux, 2014. ISBN 978-0374152017
  - Notte fedele e virtuosa, traduzione di Massimo Bacigalupo, Milano, Il Saggiatore, 2021. ISBN 978-88-428-2982-9
- (EN) Winter Recipes from the Collective. Farrar, Straus and Giroux, 2021. ISBN 978-0-374-60410-3
  - Ricette per l'inverno collettivo, traduzione di Massimo Bacigalupo, Milano, Il Saggiatore, 2022. ISBN 978-88-428-2983-6

### Saggi
- (EN)  Proofs and Theories: Essays on Poetry, The Ecco Press, 1994. ISBN 978-0880014427
- (EN)  American Originality: Essays on Poetry, Farrar, Strauss and Giroux, 2017. ISBN 978-0374299552